# Liste des genres de punk rock
 (décembre 2018).
Depuis son émergence au milieu des années 1970, le punk rock a entrainé une série de genres musicaux dérivés, parfois des fusions entre le punk rock et d'autres genres musicaux distincts.

## Genres de punk rock

### Anarcho-punk
Comme l'indique son nom, l'anarcho-punk est un genre où l'idéologie anarchiste est très fortement exprimée. De nombreux groupes ne s'habillaient qu'en noir, une pratique popularisée par le groupe britannique Crass. Ce genre donna naissance à plusieurs autres sous-genres, dont le crust punk et le grindcore, ainsi qu'aux scènes D-beat et UK 82,. Crass, Conflict, Oi Polloi, et Subhumans sont parmi les groupes important de l'anarcho-punk,.

### Punk celtique
Lancé par le groupe irlandais The Pogues, le punk celtique marie les instrumentations du punk rock et de la musique celtique. Les paroles tournent souvent autour de l'histoire et de l'héritage irlandais, bien que de nombreux groupes américains se sont mis à jouer du punk celtique.

### Cowpunk
Le cowpunk, signifiant littéralement « punk de vache, » est un mélange de punk rock et de country. Le genre, développé dans les années 1980 en partie par les groupes Scorchers, Beat Farmers, et Dash Rip Rock, est une variante plus mélodique du psychobilly, et est souvent perçu comme étant le prédécesseur de la country alternative.

### Emo
Le premier mouvement emo, connu sous le nom de emotional hardcore, signifiant « hardcore émotionnel, » était un développement du hardcore traditionnel qui incorporaient des paroles plus introspectives et émotionnelles ainsi que des compositions moins structurées et une tendance expérimentale. Aujourd'hui, le terme emo est utilisé par les médias du grand public pour décrire des groupes de rock alternatif ou de influencés du punk hardcore dont les paroles traitent de sujets émotionnels. Ces groupes s'inspirent si peu du premier mouvement emo que le lien entre les deux mouvements n'est pas tout à fait correct.

### Gypsy punk
Le Gypsy punk est le terme utilisé pour décrire un genre musical hybride mêlant la musique traditionnelle rrom, le punk et d'autres styles de musique dite "rebelle". Les groupes de Gypsy punk combinent habituellement les rythmes et l'instrumentation du punk rock avec des instruments traditionnellement liés à la musique tzigane tels que le tambourin, l'accordéon, le violon, la trompette, le saxophone. De plus, en écho aux origines ethniques variées de la culture gitane, de nombreux groupes chantent dans différentes langues, passant souvent de l'une à l'autre plusieurs fois au sein d'une même chanson.

### Punk hardcore
Le punk hardcore est un genre apparu vers la fin des années 1970 qui devint dominant dans les années 1980. Le tempo est généralement plus rapide que le punk rock traditionnel, et est souvent parsemé de blast beats. Les paroles sont criées plutôt que chantées, et reflètent souvent un dégout de la culture commerciale de la classe moyenne. Le mouvement se développa principalement au sud de la Californie, avec des groupes comme Black Flag, Minor Threat, ou encore Bad Brains.

### Horror punk
La musique jouée par les groupes de horror punk a tendance à mélanger des éléments du rock gothique avec le punk rock, de façon à créer une forme plus sombre de punk rock. L'imagerie des paroles est souvent tirée de films d'horreur, et la scène est très liée avec celle du death rock. Les Misfits sont souvent cités comme étant les pionniers du genre.

### Oi!
La Oi! est un genre développée par des groupes comme Cockney Rejects, Angelic Upstarts, The 4-Skins, et The Exploited, qui souhaitaient juxtaposer le punk rock avec un mouvement populaire de classe ouvrière,. Bien que le mouvement était principalement de gauche, politiquement parlant, la scène attirait de nombreux skinheads nazis, qui venaient lancer des bagarres ou crier des slogans racistes. Le mouvement Oi! fut donc confondu avec un mouvement d'extrême droite.

### Pop punk
Souvent influencés par les Ramones, les groupes de pop punk mélangent l'instrumentation propre au punk rock avec des mélodies comparables à celles de la pop. Bad Religion et Descendents en devinrent des groupes importants. Pendant les années 1990 et 2000 plusieurs groupes de pop punk comme Blink 182 ou The Offspring eurent du succès auprès du grand public. Le pop punk grand public des groupes plus récents, comme Simple Plan est critiqué par de nombreux dévoués du punk; dans les mots de Christine Di Bella, « C'est du punk rock ramené à son point le plus accessible, un point qui reflète à peine son héritage, mis à part dans ses structures à trois accords. »

### Psychobilly
Le psychobilly est essentiellement une fusion entre le rockabilly des années 1950 avec le punk rock, et tient son nom d'une chanson de Johnny Cash, "One Piece At A Time", où l'une des lignes contient « psychobilly Cadillac. » Les membres de psychobilly jouent parfois d'instruments des années 1950, comme des contrebasses, et il arrive que des membres de la scène s'habillent avec des habits de la mode des années 1950.

### Riot grrrl
Le riot grrrl était un mouvement féministe qui, bien qu'il ne dura pas bien longtemps, eut une importance particulière au sein du mouvement punk rock de son époque, non seulement en matière de musique, mais aussi en fanzines et en culture. Avec des groupes comme Bikini Kill, le riot grrrl faisait passer des messages prônant l'égalité des sexes. Bien que le mouvement soit aujourd'hui éteint, certains affirment que la scène punk rock est désormais moins dominée par les hommes.

### Ska punk
Le ska punk, qui est, comme son nom l'indique, une fusion entre le ska et le punk rock. L'expérimentation avec la fusion commença dans les quartiers jamaïcains de Londres, mais ce n'est qu'à partir de la fin des années 1980 que des groupes américains en firent la fondation de leur style. Ce style devint très populaire à partir des années 1990.